# Kufa
Kufa (arabiska: الكوفة, al-Kūfah) är en stad i centrala Irak, i provinsen Najaf, belägen vid floden Eufrat, cirka 170 kilometer söder om Bagdad. Kufa ligger strax nordost om den större staden Najaf, och dessa städer är praktiskt taget sammanväxta. Det finns inga officiella uppgifter från sen tid över stadens befolkning, men det distrikt som hör till staden hade en beräknad folkmängd av 275 370 invånare i början av 2003, på en yta av 437 km².
Efter arabernas erövring av sasanidernas Irak under kalifen Umar ibn al-Khattabs regeringstid anlades Kufa år 638 som en befäst stad och var rashidunkalifatets huvudstad 656–661. Kufa var även abbasidernas huvudstad 750–762 då kalifatets styrelse flyttade till Bagdad.
Staden hade en ryktbar språkskola och därifrån utbredde sig den äldsta arabiska skriftformen, som blivit kallad kufisk skrift 
Staden är i dag en helig stad för shiamuslimer.

## Personer från Kufa
- Hisham Ibn Al-Kalbi